# 東大阪市立縄手東小学校
東大阪市立縄手東小学校（ひがしおおさかしりつ なわてひがししょうがっこう）は、大阪府東大阪市河内町にある公立小学校。

## 沿革
- 1977年（昭和52年）4月1日 - 東大阪市立縄手北小学校の敷地内に東大阪市立縄手東小学校開校。
- 1977年（昭和52年）10月21日 - 現在地に移転。

## 通学区域
- 河内町、客坊町、喜里川町、五条町、鳥居町7番34号[1]

## 進路状況
ほとんどの児童は東大阪市立縄手北中学校へ進学するが、国私立中学校へ進学する児童もいる。